# Departamento Saladas
Saladas es un departamento de la provincia de Corrientes, en el noreste de Argentina, que ocupa 1919.6 km², en la región noroeste de la provincia.
Limita al norte con los departamentos Empedrado y Mburucuyá, al oeste con el departamento Concepción y al sur con los departamentos San Roque y Bella Vista, departamento este último con el que también tiene fronteras al oeste.
La cabecera del departamento es la homónima Saladas. Junto con ella, San Lorenzo es el otro principal núcleo poblacional del departamento. 

## Historia
El 7 de marzo de 1917 el gobernador Mariano Indalecio Loza aprobó por decreto el Cuadro comparativo de la subdivisión en Departamentos y Secciones de la Provincia de Corrientes; Límites interdepartamentales e interseccionales, que fijó para el departamento Saladas los siguientes límites:

Departamento Saladas - Límites departamentales: Norte: Arroyo San Lorenzo y estero del mismo nombre hasta el mojón N. E. de la propiedad suc. J. Flores; Este: Límite Este de las propiedades Suc. J. Flores, Vicenta y Pascuala de Pérez, límite Sur de las propiedades de Pérez, Fernández, Ayala, Rodríguez, Basilio Aguirre y límite Este de la de Manuel Acuña; Sur: Estero Santa Lucía y río Santa Lucía; Oeste: Límite Oeste de las propiedades de Ventura Alvarez, F. C. N. E. A., límite Este de suc. M. R. Lacorte y José Dacotto, límites Sur y Oeste de la de Rosalía P. de Mantilla y Oeste de la de José Lafuente, siguiendo después por el arroyo Ambrosio hasta el Paraná Mini, y el Paraná Mini hasta el arroyo San Lorenzo.

El cuadro señaló que el departamento estaba dividido en 4 secciones:

El Departamento está dividido en cuatro Secciones con los siguientes límites:
 1ra. Sección: Norte: Arroyo Ambrosio; Este: Límite Este de la propiedad sucesión Claudio Correa, Colonia Juan B. Cabral, J. D. Benítez, Zenón y Santos Batalla; Sur: Límite Sur de las propiedades de Zenón y Santos Batalla, límite Sur de los ejidos del pueblo, límite Este y Sur de la propiedad de Rosalía P. de Mantilla; Oeste: Límite departamental.
 2da. Sección: Norte: Estero San Lorenzo; Este: Límite departamental; Sur: Estero Santa Lucía; Oeste: Límite Oeste de las propiedades de Arce, límite Sur de las de Dolores A. Lafuente y Hnos., límite Oeste de esta última propiedad y de las de Ramón Zavalía y L. J. Flores, arroyo Ambrosio, límite Norte de las propiedades de Insaurralde, María L. de González y arroyo San Lorencito.
 3ra. Sección: Norte: Arroyo San Lorenzo; Este: Arroyo San Lorencito y límite Este de las propiedades de Juan Flores, Adela Fava y Estanislao Verón; Sur: Arroyo Ambrosio; Oeste: Paraná Mini.
 4ta. Sección: Norte: Límite Norte de las propiedades de Jacinta Córdoba, Luis Ginés Sosa, C. B. Flores, Carlos Flores, Pedro Speroni, Trifona R. de Pujol, suc. Fr. Pisarello y José Verón; Este: Límite Este de las propiedades suc. Bernardo Galarza y Dalmacia Portillo; Sur: Río Santa Lucía y límite Sudoeste de la propiedad de Ventura L. Alvarez; Oeste: F. C. N. E. A., límite Oeste de las propiedades de Alejandro Paniagua, Valentín Silva, límites Sur y Este de la propiedad de Rosalía P. de Mantilla.

El 31 de agosto de 1935 fue publicado el decreto del vicegobernador Pedro Resoagli que determinó los límites de los departamentos:

Departamento Saladas: Tiene los siguientes límites generales: Norte: El arroyo San Lorenzo, desde la boca del arroyo Ambrosio, en todo su curso, aguas arriba, hasta el estero San Lorenzo, y este último hasta el mojón N. E. de la propiedad de la sucesión de J. Flores; Este: Desde el mojón N. E. de la propiedad de la sucesión de J. Flores, en el estero San Lorenzo, la línea sigue el deslinde oriental de este inmueble y el del perteneciente a Vicente Pérez y Pascuala M. de Pérez, hasta el mojón S. E. de esta última; continúa por el límite Sud de las propiedades de Pascuala M. de Pérez, Zacarías Fernández, Fernando Fernández, Francisca F. de Niz, Anacleto Ayala, Juan F. Ayala, Bonifacia Ayala, sucesores de Petrona Fernández de Ayala, Máxima F. de Ayala y Basilio Aguirre, hasta que el de esta última encuentra el mojón N. E. de la de Inés S. Acuña de Orozco, por cuyo deslinde oriental continúa hasta su prolongación en el estero del Santa Lucía; Sud: El estero del Santa Lucía, desde el punto en que en él cae la proyección del límite Este de la propiedad de Inés S. Acuña de Orozco, hasta que se forma el cauce del río Santa Lucía, por el que sigue la línea hasta el mojón S. O. de la propiedad de Ventura L. Alvarez; Oeste: Desde el mojón S. O. de la propiedad de Ventura L. Alvarez, en el río Santa Lucía, la línea sigue el deslinde occidental de la propiedad Alvarez y el de la de R. Ricardo Lacorte hasta las vías del F. C. N. E. A.; continúa por la vía ferroviaria hasta el mojón N. E. de la propiedad de Manuel Lacorte; por el deslinde Oeste de las de Alejandro Paniagua, Valentín Silva, José Decotto, Rosalía P. de Mantilla y José O. Lafuente, hasta encontrar el curso del arroyo Ambrosio, por cuyo curso sigue, aguas abajo, hasta su unión con el arroyo San Lorenzo, después de contornear el estero Bellaco.

## Población
Cuenta con 29 198 habitantes (Indec, 2022), lo que representa un incremento promedio anual del 2.4% frente a los 22 244 habitantes (Indec, 2010) del censo anterior.

La mediana de edad se estableció en 29 años.
| Gráfica de evolución demográfica de Departamento Saladas entre 1991 y 2022 |
|                                                                            |
| Fuente: censos nacionales del INDEC                                        |

## Localidades
La mayor parte de la población se concentra en la ciudad cabecera del departamento o en la localidad de San Lorenzo. El resto es población de carácter rural disperso.
| Cabecera (Población 2010) | Ciudades (Población 2010) |
| ------------------------- | ------------------------- |
| Saladas (12 864 hab.)     | - San Lorenzo (2569 hab.) |